# Borta med vinden (film)

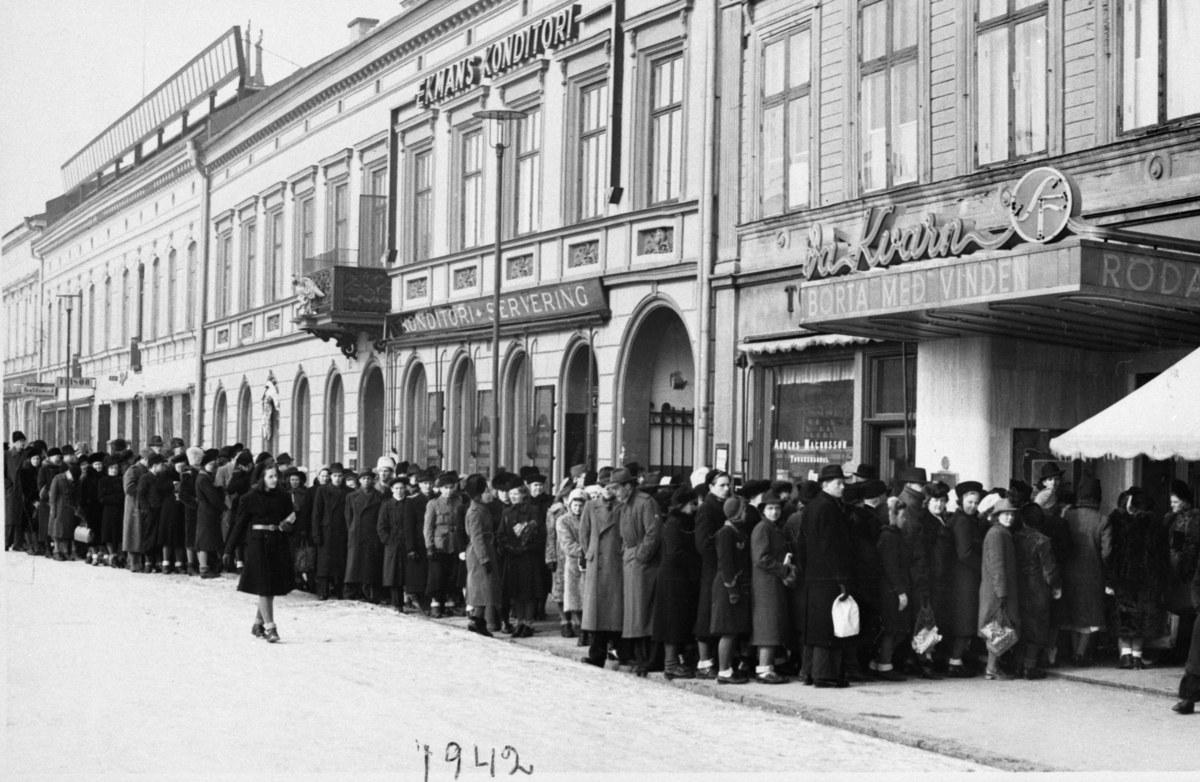
Kö till föreställning av Borta med vinden vid Kungsgatan 16 i Karlstad, 1942. Foto: Dan Gunner.

Borta med vinden (engelska: Gone with the Wind) är en amerikansk episk historisk romantikfilm från 1939, baserad på Margaret Mitchells roman Borta med vinden från 1936. Filmen hade biopremiär i USA den 15 december 1939 och producerades av David O. Selznick i slutet av den tid då producenter kunde avskeda regissörer på "löpande band" eller använda ett flertal regissörer för olika typer av tagningar. Victor Fleming står dock officiellt för regin av filmen, men dess konstnärlighet står utan tvekan producenten David O. Selznick för. I huvudrollerna ses Vivien Leigh, Clark Gable, Leslie Howard och Olivia de Havilland.
En av American Film Institute utsedd jury, bestående av 1500 filmskapare, kritiker och historiker, valde år 2005 ut Rhett Butlers replik "Frankly, my dear, I don't give a damn," som det mest minnesvärda citatet inom amerikansk film genom tiderna på sin topplista över de 100 främsta. Filmen placerade sig på plats fyra på topplistan över de 100 bästa amerikanska filmerna och på plats två på topplistan över de 100 bästa kärlekshistorierna i amerikansk film genom tiderna.

## Handling
Filmen är ett romantiskt drama, som utspelar sig i Atlanta i Georgia under amerikanska inbördeskriget. Den amerikanska Södern domineras av de stora gårdarna, däribland Tara. Där bor den unga Scarlett O’Hara, uppvaktad av många kavaljerer. Hon är förälskad i Ashley Wilkes som dock är förlovad med sin kusin, Melanie. Hon möter dessutom den märklige Rhett Butler. När kriget bryter ut kallas männen in, och när fienden hotar Georgia flyr Scarlett till Atlanta.

## Rollista i urval
Tara-plantagen
- Thomas Mitchell - Gerald O'Hara
- Barbara O'Neil - Ellen O'Hara (hans fru)
- Vivien Leigh - Scarlett O'Hara (dotter)
- Evelyn Keyes - Suellen O'Hara (dotter)
- Ann Rutherford - Carreen O'Hara (dotter)
- George Reeves - Brent Tarleton (egentligen som Stuart)
- Fred Crane - Stuart Tarleton (egentligen som Brent)
- Hattie McDaniel - Mammy (husbetjänt)
- Oscar Polk - Pork (husbetjänt)
- Butterfly McQueen - Prissy (husbetjänt)
- Victor Jory - Jonas Wilkerson (fälttillsyningsman)
- Everett Brown - Big Sam (fältförman)

Vid Twelve Oaks
- Howard Hickman - John Wilkes
- Alicia Rhett - India Wilkes (hans dotter)
- Leslie Howard - Ashley Wilkes (hans son)
- Olivia de Havilland - Melanie Hamilton (deras kusin)
- Rand Brooks - Charles Hamilton (Melanies bror)
- Carroll Nye - Frank Kennedy (en gäst)
- Clark Gable - Rhett Butler (en besökare från Charleston)

I Atlanta
- Laura Hope Crews - tant Pittypat Hamilton
- Eddie Anderson - farbror Peter (hennes kusk)
- Harry Davenport - doktor Meade
- Leona Roberts - Mrs. Meade
- Jane Darwell - Mrs. Merriwether
- Ona Munson - Belle Watling

Mindre biroller
- Paul Hurst - nordstatsdesertör
- Cammie King Conlon - Bonnie Blue Butler
- J. M. Kerrigan - Johnny Gallagher
- Jackie Moran - Phil Meade
- Lillian Kemble-Cooper - Bonnies sjuksköterska i London
- Marcella Martin - Cathleen Calvert
- Mickey Kuhn - Beau Wilkes
- Irving Bacon - korpralen
- William Bakewell - ridande officer
- Isabel Jewell - Emmy Slattery
- Eric Linden - amputationsklient
- Ward Bond - Tom, kapten i nordstatsarmén
- Cliff Edwards - soldat
- Yakima Canutt - Renegat
- Louis Jean Heydt - hungrig soldat som håller Beau Wilkes
- Olin Howland - affärsman
- Robert Elliott - major i nordstatsarmén
- Mary Anderson - Maybelle Merriwether

## Kritik mot filmen
Filmen har, i likhet med den litterära förlagan, kritiserats för att ge en idealiserad bild av Sydstaterna och slaveriet. Berättelsen speglar föreställningar som bygger på Lost cause-myten. Väsentliga delar i mytbildningen är föreställningen att Sydstaterna stred för en rättfärdig sak mot en övermäktig fiende och att skälet till Sydstaternas förlust snarare var motståndarens tjuvknep än förlust i ärlig strid (jfr. dolkstötslegenden). I myten ingår även teorin att kriget huvudsakligen rörde den skilda livsstil som utvecklats i Södern, The Southern way of life, och Nordstaternas vilja att lägga sig i Söderns inre angelägenheter snarare än slaveriets avskaffande.
Filmen inleds med en textruta som ger uttryck för Lost cause-myten:
Det var en gång ett land, med kavaljerer och bomullsfält, benämnt Den gamla Södern. Här, i detta vackra land, bugade sig tapperheten en sista gång. Här fanns det sista man såg av Riddare och sköna jungfrur, av Herre och av slav. Nu kan du endast söka efter detta i böcker, för det är inget annat än en dröm att minnas. En civilisation, borta med vinden.
Kritik har vidare riktats mot skildringen av de svarta karaktärerna i filmen. De porträtteras genomgående som barnsliga och naiva alternativt lojala och tillfreds med sin situation. Någon kritik mot slaveriet förekommer inte. Slaveriet spelar genomgående en liten roll i filmen. Flera av filmens välvilligt porträtterade huvudkaraktärer deltar även i en räd mot en kåkstad för svarta (jfr. Ku Klux Klan).

## Om filmen
- Filmen hade svensk premiär 6 oktober 1941 på biografen Palladium i Stockholm.
- Nominerad för 13 Oscars och vann 8 stycken.
- Tar man hänsyn till inflationen betraktas Borta med vinden som den mest inkomstbringande spelfilmen genom tiderna.

## Citat
- Frankly, my dear, I don’t give a damn.
- After all, tomorrow is another day!
- As God is my witness, I’ll never be hungry again

## Nomineringar och utmärkelser
| Pris                      | Mottagare | Resultat   |
| ------------------------- | --- | ---------- |
| Bästa film                | Selznick International Pictures | Vann       |
| Bästa regi                | Victor Fleming | Vann       |
| Bästa manliga huvudroll   | Clark Gable Vinnaren var Robert Donat för Adjö, Mr. Chips                                                                                           | Nominerad  |
| Bästa kvinnliga huvudroll | Vivien Leigh | Vann       |
| Bästa manus efter förlaga | Sidney Howard | Vann       |
| Bästa kvinnliga biroll    | Hattie McDaniel | Vann       |
| Bästa kvinnliga biroll    | Olivia de Havilland | Nominerad  |
| Bästa foto                | Ernest Haller och Ray Rennahan | Vann       |
| Bästa klippning           | Hal C. Kern och James E. Newcom | Vann       |
| Bästa scenografi          | Lyle Wheeler | Vann       |
| Bästa specialeffekter     | Jack Cosgrove, Fred Albin och Arthur Johns Vinnarna var Fred Sersen och E. H. Hansen för När regnet kom                                             | Nominerad  |
| Bästa filmmusik           | Max Steiner Vinnaren var Herbert Stothart för The Wizard of Oz                                                                                      | Nominerad  |
| Bästa ljud                | Thomas T. Moulton (Samuel Goldwyn Studio Sound Department) Vinnaren var Bernard B. Brown (Universal Studio Sound Department) för Morgondagen är vår | Nominerad  |
| Heders-Oscar              | William Cameron Menzies För enastående prestation i användningen av färg för att höja den dramatiska stämningen i produktionen av Borta med vinden. | Hederspris |
| Oscar för teknisk bedrift | Don Musgrave och Selznick International Pictures För banbrytande användning av samordnad utrustning i produktionen av Borta med vinden.             | Hederspris |